# La cattedrale di Salisbury vista dai campi
La cattedrale di Salisbury vista dai campi  (Salisbury Cathedral from the Meadows) è un dipinto a olio su tela (151,8x1,9 cm) realizzato nel 1829 dal pittore John Constable.
È conservato nella National Gallery di Londra.
Fu dipinto un anno dopo la morte della moglie. Più tardi il pittore vi aggiungerà nove versi di The Seasons del poeta scozzese del XVIII secolo James Thomson che rivela il significato del dipinto: l'arcobaleno è il simbolo della speranza dopo la tempesta che segue la morte della giovane Amelia fra le braccia del suo amante Celadon.
Il dipinto fu una personale manifestazione delle sue turbolente emozioni e del mutamento del suo stato mentale. Un altro possibile significato gli venne attribuito: la frattura tra l'industrializzazione e la natura rappresentata attraverso il contrasto degli elementi.
Alcuni simbolismi nel dipinto includono:
- Tomba: simbolo della morte
- Frassino: simbolo della vita
- Chiesa: simbolo di fede e resurrezione
- Arcobaleno: simbolo di rinnovato ottimismo

La raffigurazione pittorica, più volte ripresa da Constable, si sofferma sulla cattedrale di Salisbury ripresa immediatamente dopo il passaggio di un temporale. Nel cielo ancora bigio ma sfumato dall'incipiente infiltrarsi dei raggi del sole tra le nubi si stende un arcobaleno sulla destra. La sinistra della tela mette in primo piano una boscaglia sulle rive di un fiume che chiude con un'ansa all'estrema destra della superficie pittorica. Si crea così una circolarità tra il bosco, il fiume e l'arcobaleno che all'interno racchiude la cattedrale. In primo piano, una coppia
si trova su un carro a quattro ruote trainato da tre cavalli mentre un barcaiolo fornito di pertica sembra appena approdato sulla riva dalla sua imbarcazione.